# Wapen van Kapelle-op-den-Bos

Het wapen van Kapelle-op-den-Bos (sinds 1988).

Het Wapen van Kapelle-op-den-Bos is het heraldisch wapen van de Vlaams-Brabantse gemeente Kapelle-op-den-Bos. Het wapen werd reeds op 30 oktober 1946 toegekend en op 16 september 1988 in gewijzigde versie herbevestigd.

## Geschiedenis
Het gemeentewapen is gebaseerd op het oude zegel van de Vrijheid Kapelle, dat een Brabantse leeuw voerde met als schildhouder Nicolaas van Myra, haar patroonheilige, dat men terugvond onderaan het Charter van Kortenberg (1312). Het oude wapenschild toonde naast Sint-Niklaas ook een kuip en drie kinderen, als verwijzing naar de legende, hoewel dezen niet op het zegel voorkwamen. Daarom werden deze ook weggelaten bij de herbevestiging in 1988.

## Blazoenering
Het oude wapen had de volgende blazoenering:
Van sabel met een leeuw van goud, genageld en getongd van keel, het schild geplaatst voor een Sint-Niklaas, rechtstaande, met een stralenkroon getooid, gemijterd, gekleed met de bisschoppelijke gewaden, zegenend met de opgeheven rechterhand en houdende in de linkerhand den naar buiten gewenden staf, met, rechts aan zijn voeten geplaatst, het pekelvat in den vorm van een kuip, waaruit de drie naakte kinderen oprijzen, den heilige bekijkend, alles van goud.— Besluit van de Regent van 30 oktober 1946.
Het huidige wapen heeft de volgende blazoenering:
In sabel een leeuw van goud, geklauwd en getongd van keel. Het schild getopt met een uitkomende Sint-Niklaas van goud.— Ministerieel besluit van 16 september 1988.